# Patricia Routledge
Dame Katherine Patricia Routledge (Birkenhead, 17 febbraio 1929) è un'attrice e cantante britannica.
La sua fama è dovuta in particolar modo ai ruoli interpretati in televisione, tra i quali spiccano quelli di Hyacinth Bucket (che lei pronuncia Bouquet) in Keeping up Appearances e Hetty Wainthropp in Hetty Wainthropp Investigates, ma ebbe anche una ricca carriera teatrale e cinematografica. Nel 1968 vinse un Tony Award per la sua interpretazione nel musical Darling of the Day.

## Biografia
Figlia di Catherine e Isaac Routledge, frequentò la Mersey Park Primary School, Birkenhead High School, e successivamente l'Università di Liverpool, dove si laureò con lode in Lingua e Letteratura inglese. Alla Dramatic Society dell'Università ebbe modo di lavorare da vicino con Edmund Colledge, con il quale diresse e recitò in molte produzioni della stessa Società. Fu lo stesso Colledge a convincerla a proseguire la sua carriera come attrice. Laureatasi all'Università di Liverpool, si perfezionò alla Bristol Old Vic Theatre School iniziando la sua carriera ufficiale alla Liverpool Playhouse.

## Teatro
La Routledge ebbe una prolifica carriera teatrale sia nel Regno Unito sia negli Stati Uniti. A lungo membro della Royal Shakespeare Company (RSC), recitò nella famosa produzione del Riccardo III, con protagonista Anthony Sher, e al West End in Little Mary Sunshine, Cowardy Custard, Virtue in Danger, Noises Off, The Importance of Being Earnest e The Solid Gold Cadillac e altre produzioni minori. Avendo studiato canto classico, lavorò occasionalmente nell'operetta, inclusa la famosa messa in scena dell'opera La Grande-Duchesse de Gérolstein di Jacques Offenbach al Camden Festival del 1978.
Nel 1968, fece il suo debutto a Broadway nel musical Darling of the Day, ruolo per il quale vinse un Tony Award come migliore attrice, condividendo tale onore con Leslie Uggams di Hallelujah, Baby!. Seguì Darling of the Day e poi ruoli in produzioni di minore successo, come ad esempio nel musical Love Match, nel quale interpretò il ruolo della Regina Vittoria nel leggendario flop di Leonard Bernstein del 1976, 1600 Pennsylvania Avenue, nel quale diede il volto a ogni First Lady da Abigail Adams a Edith Roosevelt; e nel 1981 nel musical Say Hello to Harvey, basato sulla piece di Mary Coyle Chase Harvey, che terminò anticipatamente a Toronto prima ancora di raggiungere New York.
Nel 1980, la Routledge interpretò Ruth nell'opera The Pirates of Penzance con l'attore Kevin Kline e la pop vocalist Linda Ronstadt, per il Delacorte Theatre di New York, uno degli eventi estivi della serie Shakespeare in the Park. Lo show fu un successo e a gennaio dell'anno successivo giunse a Broadway, ma fu Estelle Parsons a ricoprire il ruolo che era stato della Routledge. Nel 2002 fu messo in vendita il DVD dello spettacolo recitato a Central Park dalla Routledge.
Nel 1988 la Routledge vinse il premio Laurence Olivier Award per il suo ritratto della Old Lady in Candide di Leonard Bernstein con una produzione della Scottish Opera acclamata dalla critica.
Nel 1993 riscosse grande successo nel ruolo di Nettie Fowler con la produzione londinese di Carousel. Nel 2006 con la produzione dell'Hampstead Theatre dell'opera The Best of Friends, ispirata al libro di Hugh Whitemore, interpretò Dame Laurentia McLachlan, OSB. La piece si concentra sull'amicizia con Sir Sydney Cockerell e George Bernard Shaw. Nel 2008 fu la regina Mary in Crown Matrimonial di Royce Ryton.
Nel 2010 lavorò come narratrice in The Carnival of the Animals con Nash Ensemble.
Nel 2011 accettò il ruolo di Myra Hess nell'opera Admission: One Shilling.

## Film e televisione
La Routledge ha recitato nei film La scuola della violenza  (1967),  Pretty Polly (1967), La ruota di scorta della signora Blossom (1968), Non alzare il ponte, abbassa il fiume (1968), e Se è martedì deve essere il Belgio (1969).
Le prime apparizioni televisive sono Steptoe and Son, nell'episodio "Seance in a Wet Rag and Bone Yard" (1974) nei panni di una chiaroveggente chiamata Madame Fontana. Successivamente in Coronation Street, e nei panni di una strega in Doctor at Large (1971).
Deve tuttavia il suo successo televisivo ai monologhi pensati e scritti per lei da Alan Bennett dal 1978 (A Visit from Miss Protheroe) e più tardi in Victoria Wood negli anni 80.  Nel 1982 fa un'apparizione nel programma di Alan Bennett A Woman of No Importance, e nei panni di Kitty, una donna dalle forti convinzioni che distribuisce consigli, nel programma Victoria Wood As Seen On TV del 1985. Altri suoi due monologhi per il Talking Heads sono trasmessi nel 1987 e nel 1998.
Nel 1990, le è affidato il ruolo Hyacinth Bucket nella serie Keeping Up Appearances nella quale impersonifica una donna di semplici estrazioni (la sua famiglia d'origine appartiene alla classe operaia). Sposata con Richard Bucket, un impiegato presso l'ufficio del sindaco, cerca di nascondere le proprie origini (ad esempio pronunciando alla francese il suo cognome "bouquet" e non bucket - secchio in inglese) per salire la scala sociale e organizza sovente grandi cene (famose le sue "candlelight suppers") alle quali spera di invitare la locale upper-class, il tutto terminando spesso in un comico fallimento. La Routledge è entusiasta di questo ruolo affermando di non poter sopportare una donna simile nella vita reale. Per tale ruolo vince nel 1991 un premio, il British Comedy Award, ed è nominata per altri due premi BAFTA TV Awards nel 1992 nel 1993. La serie è stata interrotta nel 1995 su espressa richiesta dell'attrice.
Sempre nel 1995, la Routledge accetta un nuovo incarico nel ruolo Hetty Wainthropp nella serie Hetty Wainthropp Investigates, con Dominic Monaghan nel ruolo del suo assistente e con Derek Benfield nel ruolo di suo marito. La serie è trasmessa dal 1996 al 1998, con uno speciale nel 1999.
Altri incarichi televisivi la vedono nei panni di Barbara Pym e di Hildegard of Bingen.
Nel 2001 è protagonista in Anybody's Nightmare, nel quale recita una insegnante di pianoforte incarcerata per quattro anni per l'assassinio della zia e in seguito a un nuovo processo assolta.

## Radio e audiolibri
Routledge porta in radio le opere di Alan Bennett e l'opera Ladies of Letters con Prunella Scales, dove entrambe danno vita a donne in pensione che si scambiano divertenti lettere per diversi anni. La decima stagione delle Signore delle Lettere o Ladies of Letters è stata trasmessa dalla BBC Radio 4 nel 2009.
Avendo una voce peculiare, la Routledge ha registrato un gran numero di audiolibri come Cime Tempestose e Alice nel paese delle Meraviglie.
Nel 1966 canta nel ruolo di Mad Margaret in Ruddigore, in Iolanthe, e Melissa in Princess Ida, in una serie della BBC radio per la Gilbert e Sullivan. Ha preso parte alla trasmissione dell'opera di Pëtr Il'ič Čajkovskij Il fabbro Vakula (raccontando alcuni estratti da La notte prima di Natale di Nikolaj Gogol') nel 1990. Nel 2006 collabora al programma 'Stage and Screen' per Radio 3.

## Filmografia parziale

### Cinema
- La scuola della violenza (To Sir, with Love), regia di Sidney Poitier (1967)
- Non alzare il ponte, abbassa il fiume (Don't Raise the Bridge, Lower the River), regia di Jerry Lewis (1968)
- La ruota di scorta della signora Blossom (The Bliss of Mrs. Blossom), regia di Joseph McGrath (1968)
- Se è martedì deve essere il Belgio (If It's Tuesday, This Must Be Belgium), regia di Mel Stuart (1969)

### Televisione
- ITV Play of the Week - serie TV, 4 episodi (1956-1966)
- Coronation Street - serie TV, 5 episodi (1961)
- Z Cars - serie TV, 1 episodio (1962)
- Play of the Month - serie TV, 2 episodi (1971-1975)
- Mamy fa per tutti - serie TV, 2 episodi (1974)
- Crown Court - serie TV, 1 episodio (1979)
- Il brivido dell'imprevisto - serie TV, 1 episodio (1988)
- Signore e signori - serie TV, 1 episodio (1988)
- Keeping Up Appearances - serie TV, 44 episodi (1990-1995)

### Doppiatrice
- Il mondo di Peter Coniglio e dei suoi amici - serie TV, 2 episodi (1993)

## Teatrografia parziale
- Sogno di una notte di mezza estate di William Shakespeare. Liverpool Playhouse di Londra (1952)
- The Duenna, libretto di Richard Brinsley Sheridan, colonna sonora di Thomas Linley e Thomas Linley il vecchio, regia di Lionel Harris. Bristol Old Vic di Bristol (1954)
- Dark of the Moon di William Berney e Howard Richardson, regia di Miriam Adams. Dartington Hall di Devon (1954)
- The Merry Gentleman, libretto di Dorothy Reynolds, colonna sonora di Julian Slade, regia di Lionel Harris. Bristol Old Vic di Bristol (1954)
- Sweet Sorrow di Ronald Barnes, regia di Peter Wood. Connaught Theatre di Worthing (1956)
- The Comedy of Errors, libretto di Lionel Harris e Robert McNab, colonna sonora di Julian Slade, regia di Myer Fredman. Arts Theatre di Londra (1956)
- Zuleika, libretto di James Ferman, colonna sonora di Peter Tranchell, regia di Peter Powell e Eleanor Fazan. Saville Theatre di Londra (1957)
- Christmas in King Street, di Dorothy Raynolds, regia di Denis Carey. Bristol Old Vic di Bristol (1958)
- The Love Doctor, libretto e colonna sonora di Robert Wright e George Forrest, regia di Albert Marre. Piccadilly Theatre di Londra (1959)
- Follow That Girl, libretto di Dorothy Reynolds, colonna sonora di Julian Slade, regia di Denis Carey. Vaudeville Theatre di Londra (1960)
- Little Mary Sunshine, libretto e colonna sonora di Rick Besoyan, regia di Paddy Stone. Comedy Theatre di Londra (1962)
- Virtue in Danger, libretto di Paul Dehn, colonna sonora di James Bernard, regia di Wendy Toye. Novello Theatre di Londra (1963)
- How's the World Treating You?, di Roger Milner, regia di Philip Grout. Wyndham's Theatre di Londra, Music Box Theatre di Broadway (1966)
- Love Match, libretto di Christian Hamilton, testi di Richard Matby Jr, colonna sonora di David Shire, regia di Danny Daniels. Ahmanson Theatre di Los Angeles (1968)
- Darling of the Day, libretto di Nunnally Johnson, testi di E. Y. Harburg, colonna sonora di Jule Styne, regia di Noel Willman. George Abbott Theatre di Broadway (1968)
- Il cerchio di gesso del Caucaso, di Bertolt Brecht, regia di Peter Coe. Chichester Theatre Festival di Chichester (1969)
- La moglie di campagna di William Wycherley, regia di Robert Chetwyn. Chichester Theatre Festival di Chichester (1969)
- Il magistrato di Arthur Wing Pinero, regia di John Clements. Chichester Theatre Festival di Chichester, Cambridge Theatre di Londra (1969)
- A Talent to Amuse di Noël Coward, regia di Wendy Toye. Phoenix Theatre di Londra (1970)
- First Impressions, libretto di Abe Burrows, colonna sonora di Robert Goldman, Glenn Paxton e George Weiss, regia di Peter Dews. Birmingham Repertory Theatre di Birmingham (1971)
- Cowardy Custard, libretto e colonna sonora di Noël Coward, regia di Wendy Toye. Mermaid Theatre di Londra (1972)
- Dandy Dick di Arthur Wing Pinero, regia di John Clements. Garrick Theatre di Londra (1973)
- Il giardino dei ciliegi di Anton Čechov, regia di David Phethean. Bristol Old Vic di Bristol (1974)
- Otello di William Shakespeare, regia di Peter Dews. Chichester Festival Theatre di Chichester (1975), Hong Kong Arts Festival di Hong Kong (1976)
- I rivali di Richard Brinsley Sheridan, regia di Braham Murray. Royal Exchange Theatre di Manchester (1976)
- 1600 Pennsylvania Avenue, libretto di Alan Jay Lerner, colonna sonora di Leonard Bernstein, regia di Gilbert Moses e George Faison. Mark Hellinger Theatre di Broadway (1976)
- The Pirates of Penzance, libretto William Schwenck Gilbert, colonna sonora di Arthur Sullivan, regia di Wilford Leach. Delacorte Theater dell'Off-Broadway (1980)
- Say Hello to Harvey!, libretto e colonna sonora di Leslie Bricusse, regia di Mel Shapiro. Royal Alexandra Theatre di Toronto (1981)
- Rumori fuori scena di Michael Frayn, regia di Michael Blakemore. Lyric Theatre e Savoy Theatre di Londra (1982)
- Enrico V di William Shakespeare, regia di Adrian Noble. Royal Shakespeare Theatre di Stratford-upon-Avon (1984), Barbican Centre di Londra (1985)
- Riccardo III di William Shakespeare, regia di Bill Alexander. Royal Shakespeare Theatre di Stratford-upon-Avon (1984), Barbican Centre di Londra (1985)
- The Mystery of the Charity of Joan of Arc, di Charles Péguy, regia di A. J. Quinn. The Other Place di Stratford-upon-Avon (1984)
- Candide, libretto di John Mauceri, John Wells e Lillian Hellman, colonna sonora di Leonard Bernstein, regia di Jonathan Miller e John Wells. Old Vic di Londra (1988)
- Signore e signori, scritto e diretto da Alan Bennett. Harold Pinter Theatre di Londra (1991)
- Carousel, libretto di Oscar Hammerstein II, colonna sonora di Richard Rodgers, regia di Nicholas Hytner. National Theatre di Londra (1992)
- I rivali di Richard Brinsley Sheridan, regia di Richard Cottrell. Chichester Theatre Festival di Chichester (1993)
- L'importanza di chiamarsi Ernesto di Oscar Wilde, regia di Christopher Morahan. Chichester Theatre Festival di Chichester (1999), Theatre Royal di Bath (2000)
- Un marito ideale di Oscar Wilde, regia di Rachel Kavanaugh. Chichester Theatre Festival di Chichester (2014)

## Riconoscimenti
- BAFTA
  - 1989 – Candidatura alla miglior attrice televisiva per Signore e signori
  - 1991 – Candidatura alla miglior interpretazioni di intrattenimento leggero per Keeping Up Appearences
  - 1992 – Candidatura alla miglior interpretazioni di intrattenimento leggero per Keeping Up Appearences
  - 1993 – Candidatura alla miglior interpretazioni di intrattenimento leggero per Keeping Up Appearences
- British Comedy Awards
  - 1991 – Miglior attrice in una commedia televisiva per Keeping Up Appearences
- Premio Laurence Olivier
  - 1979 – Candidatura alla miglior attrice non protagonista per And a Nightingale Sang...
  - 1985 – Candidatura alla miglior performance in un ruolo non protagonista per Riccardo III
  - 1988 – Migliore attrice in un musical per Candide
  - 1992 – Candidatura alla miglior attrice per Signore e signori
- Tony Award
  - 1968 – Miglior attrice protagonista in un musical per Darling of the Day